# Peru i olympiska sommarspelen 1964
Peru deltog med 31 deltagare vid de olympiska sommarspelen 1964 i Tokyo. Ingen av landets deltagare erövrade någon medalj.